# Lancia Ro
El Lancia Ro era un camión de carga fabricado por la marca italiana Lancia Veicoli Industriali para uso industrial y militar. Fue lanzada al mercado en 1932 y se comercializó hasta 1938.

## Características principales
Contaba con un motor bicilíndrico diésel de dos tiempos licencia Junkers, con dos pistones de oposición por cilindro, con la carrera de dos tamaños diferentes (150 mm uno y 100 mm en otro), con una cilindrada de 3181 cm³ y una potencia de 64 cv a 1.500 rpm. De dicho motor también existía una segunda versión, con tres cilindros, 4.771 cm³, 95 cv. El camión fue producido desde 1932 hasta 1938 en cuatro versiones, entre ellas dos militares. En 1935 se hizo un especial militar del "Ro" con el motor un motor de gasolina clásico (4 cilindros, 4 tiempos) de 5126 cm³, 65 hp, que fue capaz de soportar su uso en lugares tan exigentes como Etiopía.